# Петър Ступел
Петър Исаев Ступел е български композитор.

## Биография
Роден е на 27 април 1923 г. в София в еврейско семейство на професионални музиканти. Учи пиано от малък. Завършва Държавната музикалната академия „Панчо Владигеров“ като ученик по пиано на професор Андрей Стоянов и композиция в курсовете по композиция (бъдещата катедра по композиция) при професор Панчо Владигеров. Още като студент си спечелва име на отличен пианист и добър композитор. След дипломирането специализира от 1949 до 1951 г. в Будапещенската музикална академия „Ференц Лист“ пиано при Лео Вайнер и композиция при Пол Кадоша. Професионалният му път започва в Детската редакция на Радио София и като асистент по хармония в Музикалната академия. Композитор е на Ансамбъла за песни и танци на народната армия (1953 – 1965). Музикален редактор на „Балкантон“. Главен редактор на музикалната редакция на БНТ (1967 – 1972). От 1980 до 1997 година е директор на Международния музикален фестивал „Софийски музикални седмици“.
Сред най-известните му творби е „Зайченцето бяло“. Съпруг е на певицата Лидия Ступел, за която пишат вокални творби композиторите Марин Големинов, Александър Райчев, Константин Илиев, Васил Казанджиев, Иван Спасов и др. Техен син е Юри Ступел – автор на музиката към много театрални постановки.
Петър Ступел създава заедно с Димитър Николов Спасов „Аз съм Сънчо“ за телевизионното предаване Лека нощ, деца.
Умира на 30 ноември 1997 г. в София.

## Детски песни
- „Аз съм Сънчо“, стихове Димитър Спасов (писател)
- „Витошки валс“
- „Влак“, стихове Джани Родари
- „Дядо Мраз“
- „Есен в гората“, стихове Димитър Спасов
- „Зайченцето бяло“, стихове Леда Милева
- „Зимно хоро“, стихове Цветан Ангелов
- „Мамините песни“, стихове Николай Зидаров
- „Песен за приятеля“, стихове Валери Петров
- „Песен на магарето“, стихове Ран Босилек
- „Последното звънче удари“
- „Продавач на надежда“, стихове Джани Родари
- „Пролет“
- „Пролетна песен“
- „Слънчеви квадрати“, стихове Иван Теофилов
- „Снежинки лекокрили“
- „Футболисти“, стихове Михаил Лъкатник
- „Януарски гости“

## Хорови произведения
- „Древна и млада родина“ (1977) – стихове Георги Струмски
- „Държава Пионерия“ (1975) – стихове Георги Струмски
- „Поема за Япония“ (1983) – стихове Кенджи Миязава

## Опери
- „Въртележка“ (1976) – либрето Петър Ступел, за деца

## Балети
- „Златното момиче“  (1959), за деца
- „Парижка Балада“ (1985) – либрето Веселин Ханчев и Асен Гаврилов

## Оперети
- „Сламената шапка“ (1960 г.) – по „Сламената шапка от Италия“ от Еужен Лабиш
- „Царството на буквите“, за деца

## Мюзикъли
- „Баща ми бояджията“ (1974) – либрето Васил Цонев и Кръстьо Станишев
- „Златната ряпа“ (1978) – либрето Панчо Панчев
- „Как Петльо петлето не стана цар“ (1978) – либрето Димитър Димитров
- „Чичо Кръстник“, съвместно с Юри Ступел (1988) – либрето Васил Цонев

## Забавни песни
- „Веселина“, стихове Радой Ралин
- „Закъснели срещи“, стихове Петър Караангов, I награда на „Златният Орфей“, 1969
- „Морето“, стихове Борис Априлов
- „Моряшки спомен“, Емил Димитров
- „Моя любов, Жулиета“, стихове Димитър Точев
- „Ноктюрно“, стихове Найден Вълчев
- „Обичам те, когато“, стихове Стефан Цанев
- „Питам те“, стихове Георги Джагаров
- „С пламъка на мама“, стихове Кирил Масларски, II награда на „Златният Орфей“, 1972
- „Снегът на спомена“, стихове Александър Михайлов
- „Търси се една девойка“, стихове Радой Ралин

## Музика към филми
- „Две победи“ (1956), съвместно с Емил Георгиев
- „Любимец №13“ (1958)
- „Бъди щастлива, Ани“ (1960)
- „Специалист по всичко“ (1962)
- „Невероятна история“ (1964)
- „Старинната монета“ (1965)
- „На всеки километър“, съвместно с Атанас Бояджиев (1969)
- „Мъже в командировка“ (1969)
- „Петимата от Моби Дик“ (1969)
- „Таралежите се раждат без бодли“ (1971)
- „С деца на море“ (1972)
- „Капитан Петко войвода“, съвместно с Атанас Бояджиев (1981)
- „Фалшификаторът от „Черния кос“ (3-сер. тв, 1983), съвместно с Атанас Бояджиев
- „Време за път“ (1987)
- „Неизчезващите“ (1998)
- „Бащи и синове“ (1990)

## Музика към театрални постановки
- „Баня“ и „Дървеница“ от Маяковски
- „Волпоне“ от Бен Джонсън
- „Двамата веронци“ от Шекспир
- „Когато розите танцуват“ от Валери Петров
- „Мариана Пинеда“ от Федерико Гарсия Лорка
- „Пролятата чаша“ от Андрей Глоба
- „Пътешествие без куфар“ от Станислав Стратиев
- „Скъперникът“ от Молиер
- „Хитрините на Скапен“ от Молиер